# Львівський навчально-науковий інститут Закарпатського Державного Університету
Львівський навчально-науковий інститут УжНУ проводить підготовку фахівців за освітньо-кваліфікаційними рівнями молодший спеціаліст, бакалавр, спеціаліст та магістр за акредитованими в УжНУ напрямами (спеціальностями).

## Структура
ЛННІ забезпечує господарський комплекс Західного регіону України висококваліфікованими спеціалістами, які успішно працюють у різних галузях народного господарства. У своїй діяльності Львівський навчально-науковий інститут керується стратегічними завданнями розбудови вітчизняної системи вищої освіти, визначеними державною національною програмою «Освіта» («Україна XXI століття»), Національною доктриною розвитку освіти та Указами Президента України у галузі науки та освіти. Серед них: розробка нових моделей різних рівнів вищої освіти; перехід до гнучкої, динамічної ступеневої системи підготовки спеціалістів; визначення напрямів базової вищої освіти і відповідних спеціальностей за кваліфікаційними рівнями із урахуванням вітчизняного та зарубіжного досвіду, досягнення якісно нового рівня професійної підготовки фахівців з вищою освітою, удосконалення фізичної   та   психологічної   підготовки молодого покоління  до активного   життя   і  професійної  діяльності. Актуальність поставлених завдань підтверджується динамізмом соціальних процесів у сучасній картині суспільного буття.
- Очолює інститут в.о. директора Вархолик Галина Володимирівна. Закінчила Кам’янець-Подільський державний педагогічний університет за спеціальністю «Дефектологія, тифлопедагогіка»  (1999 р.) та Національний університет «Львівська Політехніка» за спеціальністю «Управління навчальним закладом» (2009 р.), має звання магістра з управління навчальним закладом.

- Сьогодні у ЛННІ ЗакДУ навчаються студенти за  напрямами та спеціальностями «Філологія», «Прикладна лінгвістика», «Практична психологія», «Туризм», «Туризмознавство», «Правознавство», «Банківська справа», «Комп’ютерні науки», «Програмне забезпечення автоматизованих систем», «Країнознавство», «Міжнародний бізнес», «Туристичне обслуговування», «Розробка програмного забезпечення».

## «Філологія» («Прикладна лінгвістика»)
Потреба у фахівцях з прикладної лінгвістики існує в таких сферах діяльності, як комп’ютеризація навчання, комп’ютеризований переклад та словники, автоматичні методи оброблення текстової інформації, лінгвістичне забезпечення інформаційних технологій, автоматизація інформаційних робіт, створення систем інформаційного пошуку, автоматичне розпізнавання та синтез мовлення.
- Випускникам присвоюється кваліфікація:

за освітньо-кваліфікаційним рівнем «бакалавр» – Лінгвіст-інформатик, перекладач;
за освітньо-кваліфікаційним рівнем «спеціаліст»  – Лінгвіст-інформатик, перекладач. Викладач англійської мови.
Студенти проходять перекладацьку та педагогічну практику на підприємствах, у лінгвістичних центрах, перекладацьких бюро, торговій палаті, у навчальних закладах та інших організаціях.
- Випускники спеціальності «Філологія. Прикладна лінгвістика.» можуть працювати на таких посадах:

перекладач (усний і письмовий переклад з української мови на іноземну та навпаки);
редактор видавництва газет і журналів;
спеціаліст із реклами;
спеціаліст з мовної експертизи;
консультант з політичних мовленнєвих технологій;
референт-консультант засобів масової інформації;
спеціаліст в галузі лінгвокорекції;
спеціаліст-лінгвіст відділу експлуатації комп’ютерних лінгвістичних систем;
спеціаліст-лінгвіст відділу конструювання комп’ютерних лінгвістичних систем;
спеціаліст-конструктор вебсторінок;
референт з володінням іноземної мови і комп’ютерних технологій обробки текстів;
фахівець з аналізу і синтезу мови;
спеціаліст з розробки електронних словників (тлумачних, термінологічних, ідіоматичних тощо);
спеціаліст із розробки гіпертекстових технологій для поширення інформації в Інтернеті;
спеціаліст з лінгвістичного забезпечення комп’ютерних навчальних програм з іноземних мов;
спеціаліст з розробки програм дистанційного навчання;
викладач іноземної мови у навчальних закладах різних рівнів акредитації тощо.

## «Практичнапсихологія»
Практична психологія є тим напрямом професійної діяльності, який спрямований на оптимізацію індивідуального розвитку людини та збереження її соціального і психічного здоров’я. Фахівці з практичної психології необхідні для забезпечення практичних робіт та наукових досліджень в таких галузях: психологічна служба системи освіти, соціально-психологічна служба для молоді, психологія сім’ї та соціального захисту населення, соціально-психологічна допомога, юридична психологія, політична психологія, військова та спортивна психологія, психологія економіки та бізнесу, психологія управління, медична психологія, екологічна психологія, психологія релігії.
- Випускникам присвоюється кваліфікація

за освітньо-кваліфікаційним рівнем «бакалавр» – Практичний психолог;
за освітньо-кваліфікаційним рівнем «спеціаліст»  – Практичний психолог. Викладач психології.
Основні напрями професійної діяльності – діагностична, корекційна,  консультативна, комунікативна, просвітницька, навчальна, виховна, розвивальна, організаційна. Бакалавр з практичної психології за умов набуття відповідного досвіду може адаптуватися до таких напрямів суміжної професійної діяльності: обліково-контрольна, адміністративна, дослідницька та ін.
- Випускники спеціальності «Практична психологія» можуть працювати на таких посадах:

практичний психолог у закладах освіти;
практичний психолог на підприємстві;
практичний психолог в органах державної влади та управління;
психолог-консультант;
лаборант (психологічні дослідження).
вихователь;
представник з реклами;
референт;
викладач психології у навчальних закладах різних рівнів акредитації тощо.
- У Львівському навчально-науковому інституті працюють професори-викладачі: кандидати наук, доценти, старші викладачі, викладачі.

Серед них: Борзенко Світлана Григорівна .Професор кафедри, кандидат педагогічних наук, доцент. Огірко Ігор Васильович-професор,доктор фізико-математичних наук. 
Якимович Тетяна Дмитрівна. Кандидат педагогічних наук.  Викладає психолого-педагогічні дисципліни, педагогіку і психологія професійного навчання, профорієнтацію та профвідбір, методику викладання у вищій школі.
Данилович Віра Петрівна.Кандидат фізико-математичних наук, доцент. Автор понад 90 наукових праць з прикладної математики, чисельних методів та математичного моделювання. Викладає вищу математику, математичні методи досліджень у міжнародних відносинах, теорію прийняття рішень, чисельні методи в інформатиці, функціональний та опуклий аналіз, математичні методи дослідження операцій.
Цьох Лариса Йосипівна.Кандидат філологічних наук, провідний спеціаліст інституту.  Викладає дисципліни перекладознавчого циклу, методологію наукових досліджень, чеську мову.
Мельник Олександра Василівна.Провідний спеціаліст інституту. Автор наукових праць та методичних розробок з проблем психології навчання. Викладає психологію діяльності, комунікаційні процеси навчання, основи групової психокорекції.